# Kovanluk (Merošina)
Pour les articles homonymes, voir Kovanluk.
Kovanluk (en serbe cyrillique : Кованлук) est un village de Serbie situé dans la municipalité de Merošina, district de Nišava. Au recensement de 2011, il comptait 226 habitants.

## Démographie
| 1948 | 1953 | 1961 | 1971 | 1981 | 1991 | 2002 | 2011 |
| ---- | ---- | ---- | ---- | ---- | ---- | ---- | ---- |
| 304  | 336  | 326  | 300  | 332  | 303  | 266  | 226  |

|  |